# 흰 족제비를 안은 여인
흰 족제비를 안은 여인은 1489년에서 1490년 사이에 레오나르도 다 빈치가 그린 그림이다. 
이 그림의 주제는 도리에 맞는 안전함으로 모델은 체칠리아 갈레라니(Cecilia Gallerani)인데 "로도비코 일 모로"라는 별명을 지닌 밀라노 공작인 루도비코 스포르차(Ludovico Sforza)의 애인이다. 
이 그림은 레오나르도가 그린 오직 네 점의 여성 초상화 중 하나이다. (다른 세 점은 모나리자, 지네브라 데 벤치의 초상과 라 벨 페로니에르(La Belle Ferronière)이다.) 표면은 많이 문질러졌고, 배경은 조정되지 않은 검은색으로 덧칠해졌고, 좌측 상단 구석은 깨진 뒤 수리되었고, 모델의 머리 위에 있는 투명한 베일은 사치스러운 머리모양으로 바뀌었으며 손가락들은 심하게 가필된 등의 많은 손상을 입었음에도, 레오나르도 다 빈치의 작품들 중에서는 양호한 상태의 작품에 속한다.

## 상세
레오나르도는 로도비코 스포르차의 성채인 스포르체스코성에 그와 함께 살 때인 1848년 밀라노에서 체칠리아 갈레라니를 만났다. 체칠리아는 공작의 애인이었는데, 젊고 아름다운 17세의 그녀는 음악을 연주했고 시를 썼다. 그녀의 초상화에서 흰 족제비의 의미에 대해서는 여러 가지  스포르차의 개인적인 문장이었다. 그래서 체칠리아와 흰족제비의 관계는 다양하게 의도되었다. 다르게는 체칠리아의 이름의 말장난이었다.(그리스어로 흰족제비는 "galay"이다.) 엄밀히 보면, 이 그림에 있는 동물은 흰족제비라기보다는 통통하고 덜 자란 흰 동물을 보는 것을 즐긴 중세 사람들이 좋아했던 페럿으로 보인다.
모델의 머리카락은 질이 좋은 가장자리가 금이 감긴 실로 엮어진 그물 베일 아래로 꽉 묶여 있었다.
다른 레오나르도의 초상화처럼, 구성은 피라미드형의 소용돌이로 이뤄져 있으며 모델은 왼쪽으로 돌아간 동세를 취하고 있는데 레오나르도의 동세의 활력에 대한 일생에 계속되는 취향을 보여준다. 3/4 정도의 옆얼굴 초상화는 레오나르도가 고안한 것이다. 로도비코 일 모로의 궁정 시인인 베르나르도 벨린치올리(Bernando Bellincioli)는 체칠리아가 침착했다고 보이지 않는 사람의 말을 듣고 있는 것처럼 조용했다고 증언했다.
이 작품은 다빈치의 회화에서의 인간 형태의 전문성을 잘 보여준다. 체칠리아의 쭉 뻗은 손은 매우 상세하게 그려져 있다. 다빈치는 각각의 손톱의 윤곽선, 손가락 관절 각각의 주름, 또한 구부러진 손가락 힘줄의 수축까지 그려내었다. 다빈치는 자기가 그리는 초상화를 완벽하게 하기 위해 자신의 일기장에 사람과 동물의 초상 드로잉을 연습했다.
엑스레이와 현미경 분석으로 그림의 표면 밑에 바늘로 찔린 예비 드로잉의 목탄이 뿌려진 윤곽선을 발견했는데, 이는 레오나르도가 베로키오의 작업실에서 배운 테크닉이었다. 아직도 진득진득한 표면위의 레오나르도의 지문은 섬세한 붓놀림을 부드럽게 하고 더욱 혼합하기 위해 그가 자기 손가락을 사용한 것을 보여준다.

## 역사
1798년 이탈리아에서 이자벨라 차르토리스카(Izabela Czartoryska)와 아담 카지미에슈 차르토리스키(Adam Kazimierz Czartoryski)의 아들인 아담 예지 차르토리스키(Adam Jerzy Czartoryski)의 손에 들어가 1800년 차르토리스키(Czartoryski) 가문의 콜렉션에 편입되었다. 그림의 좌측 상단 구석에 있는 명문인 LA BELE FERIONIERE. LEONARD D'AWINCI.은 아마도 이 그림이 폴란드로 간 직후에 복원자가 추가했을 것이다. 또한 배경 앞쪽은 덧칠되었다. 그림이 인쇄되었던 적이 없었음에도, 차르토리스키는 이 그림이 레오나르도의 작품임을 알고 있었는데, 불행히도 그 전의 주인에 대해서는 기록이 없다. 루브르에 있는 레오나르도의 초상화인 "Belle Ferronière"는 이 그림과 모델이 상당히 닮아 있어 차르토리스키 가문은 두 그림이 같은 모델이라고 생각했다. 
이 그림은 19세기에 여러 곳으로 옮겨졌는데, 1830년 러시아군의 침공에 앞서 차르토리스키 가문의 공주가 이 그림을 구해내 숨기고 드레스덴으로 보낸 뒤 파리의 차르토리스키 가문의 망명 궁전인 호텔 랑베르(Hôtel Lambert)으로 옮겨지고, 1882년에 크라쿠프로 다시 돌려보내졌다. 1939년 독일이 갑자기 폴란드를 점령한 후 이 그림은 나치가 압수했고 베를린의 카이저 프리드리히 박물관(Kaiser Friedrich Museum)으로 보냈다. 1940년 폴란드의 총독이었던 한스 프랑크(Hans Frank)는 이 그림을 그의 집무실이 있는 크라쿠프로 돌려달라고 요청했다. 제2차 세계 대전이 끝나고 이 그림은 연합군이 바이에른에 있는 프랑크의 고향 집에서 발견했다. 그림은 폴란드로 돌려 보내졌고 다시 크라쿠프의 차르토리스키 박물관(Czartoryski Museum)에 전시되었다.
레오나르도의 그림은 패러디 디스크월드(Discworld) 책 시리즈의 Leonard of Quirm에 나오는 "패럿을 안고 있는 여인" 패러디에 영감을 주었다. 이 그림은 역시 Enigma의 2005년 박스 세트인, "15 Years After"의 표지에서 묘사되었다. 폴란드에서 만든 영화 2004년작 "Vinci"는 그림의 절도사건에 대해 다룬다. 이 그림은 역시 필립 풀먼(Philip Pullman)의 3부작인 "His Dark Materials"에 나오는 악마의 고안품에 영감을 주었다.

## 참조
Laurie Schneier Adams, Italian Renaissance Art, (Boulder: Westview Press) 2001.